# Élections régionales italiennes de 1993
Les élections régionales italiennes de 1993 se déroulent durant l'année 1993 et permettent le renouvellement des conseils régionaux et de leurs présidents dans 3 régions.

## Résultats
| Région                  | Élection    | Président sortant | Parti | Parti | Président élu    | Parti | Parti |
| ----------------------- | ----------- | ----------------- | ----- | ----- | ---------------- | ----- | ----- |
| Vallée d'Aoste          | 6 juin      | Ilario Lanivi     |       | UV    | Dino Viérin      |       | UV    |
| Frioul-Vénétie Julienne | 6 juin      | Vinicio Turello   |       | DC    | Pietro Fontanini |       | LN    |
| Trentin                 | 21 novembre | Gianni Bazzanella |       | DC    | Carlo Andreotti  |       | PATT  |
| Haut-Adige              | 21 novembre | Luis Durnwalder   |       | SVP   | Luis Durnwalder  |       | SVP   |